# Larry D. Mann
Larry D. Mann (ur. 18 grudnia 1922 w Toronto, Ontario, zm. 6 stycznia 2014 w Los Angeles, Kalifornia) – kanadyjski aktor filmowy, telewizyjny i głosowy.

## Filmografia

### Filmy
- 1958: Flaming Frontier jako Bradford
- 1966: Śpiewająca zakonnica jako Pan Duvries
- 1970: Był sobie łajdak jako Harry

### Seriale
- 1954: Ad and Lib jako Lib
- 1964: Ożeniłem się z czarownicą jako Oscar Durfee
- 1978: Jak zdobywano Dziki Zachód jako Pan Pennington
- 1991: Homefront jako Eddie

### Głosy
- 1964: Return to Oz jako Rusty, Blaszany Drwal
- 1974: The Badge and the Beautiful jako Mieszkańcy miasteczka / Barman / Ksiądz / Lauri Be
- 1980: Boże Narodzenie Królewny Śnieżki jako Zwierciadełko
- 1989: The Pink Panther and Friends jako Fester/Szalony wilk